# Irina Areu
Irina Areu Burgos (Ciudad de México, 14 de septiembre de 1946) es una actriz, cantante y exbailarina mexicana. Es madre del actor, conductor y empresario Juan Carlos Casasola.

## Carrera profesional
Areu inició su carrera en 1968 en el centro nocturno El Capri, en el Hotel Regis, siendo parte del equipo de ballet de ese año. Posteriormente recibió una oportunidad como vedette en el mismo centro.  En 1973, formó un grupo musical el cual frecuentaba, en su mayoría, centros nocturnos y hoteles que incluían shows de entretenimiento.
Sus actuaciones en teatro incluyen obras en las que mayormente interpretó a vedettes, como Las Ficheras, Cada quién su vida, Los teporochos, Casa de mujeres y Señoritas divorciadas, entre otras.
En el mundo de las telenovelas, es mayormente conocida por colaborar con el productor Emilio Larrosa, quien le otorgó la oportunidad de interpretar a Tracy Smith en El premio mayor y su secuela Salud, dinero y amor; hasta el momento, su papel más conocido en la televisión. Otras de las telenovelas en las que ha trabajado resaltan Las vías del amor, Libre para amarte, Mujeres engañadas y Amores con trampa. 

### Actividad dentro de la ANDI
Fue primera vocal del Comité de Vigilancia de la Asociación Nacional de Intérpretes (ANDI). El 18 y 19 de junio de 2013, se hicieron una serie de elecciones que otorgaron a Irina Areu el puesto de la primera vocal del Comité de Vigilancia de la ANDI. El segundo vocal fue Ismael Larumbe y la presidenta de este comité fue Patricia Reyes Spíndola. El período del comité fue desde 2013 a 2017.

## Filmografía

### Telenovelas
- Amores con trampa (2015) ..... Martina De La Garza de Carmona
- Amores verdaderos (2012) ….. Elsa
- Contra viento y marea (2005) ..... La Colorada
- Mujer de madera (2004) ..... Margarita «Magos»
- Las vías del amor (2002) ..... Doña Rebeca Donoso Vda. de Iribarren
- Cómplices al rescate (2002) ..... María Eugenia «Maru» Rico
- Amigas y rivales (2001) ..... La Güera
- Mujeres engañadas (1999-2000) ..... Florinda
- Soñadoras (1998-1999) ..... Sra. Castañeda
- Salud, dinero y amor (1997-1998) ..... Tracy Smith
- El premio mayor (1995-1996) ..... Tracy Smith
- Madres egoístas (1991) ..... Señorita Ferriz

### Series
- La rosa de Guadalupe (2008-2016)
- Como dice el dicho (2011-2015)
- Los simuladores (2009) episodio "Madre arrepentida"
- Mujer, casos de la vida real (2000-2006) varios episodios
- La telaraña (1991)-Teresa[2]
- Hora marcada (1990) episodio "Pesadilla" ..... Luisa
- Trying Times (1989)

### Películas
- Santo contra el asesino de la TV (1981)
- Buscando un campeón (1980)
- Las tentadoras (1980)
- Muñecas de medianoche (1979)
- La casa del farol rojo (1971)

### Teatro
- Las Ficheras
- Cada quién su vida
- Los teporochos
- Casa de mujeres
- Señoritas divorciadas